# María de Zayas
María de Zayas Sotomayor (Madrid, 12 de septiembre de 1590-después de 1647) fue una escritora española del Siglo de Oro. Sus novelas cortas tuvieron gran éxito y se siguieron reimprimiendo hasta que en el siglo XVIII la Inquisición decidió prohibirlas. Fue, junto a Ana Caro de Mallén y sor Juana Inés de la Cruz, una de las tres grandes escritoras del siglo XVII español. Está considerada como una de las representantes del feminismo premoderno en España.

## Biografía
Nace y fue bautizada en la parroquia de San Sebastián en Madrid el 12 de septiembre de 1590; sus padres pertenecían a la baja nobleza: Fernando de Zayas y Sotomayor y María Catalina de Barrasa. Él era capitán de infantería y en 1628 obtuvo el hábito de la Orden de Santiago. Durante los años 1610 y 1616 el padre de María residió en Nápoles y allí estuvo al servicio de uno de los personajes de la época, del cual se desconoce el nombre. Fernando de Zayas y Sotomayor fue el mayordomo del virrey Pedro Fernández de Castro VII, quien es el conde de Lemos. Es por ello que lo más probable es que María junto al resto de su familia se trasladaran a Nápoles para acompañar a su padre. Esto se nota en los escritos de María, ya que en estos se aprecian verdaderamente que conoce el lugar y sabe como desenvolver a los personajes de una manera sencilla; y eso solo se consigue mediante el conocimiento preciso del lugar.
A su vuelta a Madrid después de que viviera en Nápoles, heredó la imprenta de su tía, la cual se encontraba en Madrid. A pesar de que en aquella época se comenzaban a dar más mujeres en la escritura y en ese mundo, pero en su caso no estuvo bien vista, ya que no era lo común que una mujer realizara esas tareas por si sola.
Tuvo amistad con la también escritora Ana Caro de Mallén, con quien se especula pudo residir en Madrid, esta escritora de dirigía a María como Sibila Montuana. Aparte de su amistad con la escritora anterior, también fue relacionada con Diego de Montalbán y en Apolo de Lope de Vega fue nombrada por este.
Durante los años 1625 y 1635 fueron suspendidas la impresión de sus obras por la Junta de Reformación, es por ello que no podía imprimir y publicar sus obras en Madrid, es decir, que este veto de la Junta de Reformación solo afectaba al Reino de Castilla. Por lo que eso implicaba que en el Reino de Aragón podía seguir imprimiendo y publicando sus obras libremente. Es por ese motivo que residió durante un tiempo en Zaragoza (allí conocería al impresor Pérez Montalbán), siendo allí  donde publicó la primera parte de sus Novelas ejemplares y amorosas (1637); diez años después, en Madrid, se publicó Parte segunda del sarao y entretenimiento honesto (desengaños amorosos) siendo la segunda parte de la publicada en 1637 y en este caso contiene la obra 20 novelas más. Fue en 1647 que fue cuando su veto se disolvió y pudo volver a su ciudad natal. También es posible que residiera en alguna ocasión en Sevilla o Granada, o incluso en Barcelona, según Kenneth Brown, pues este encontró alusiones a la autora en el Vexamen de 15 de marzo de 1643 del poeta barcelonés Francesc Fontanella, así que es muy posible que residiera allí en 1643. Otros datos relativos a la reimpresión de algunas de sus obras le llevan a afirmar que, o bien regresó a Barcelona hacia 1647, o bien nunca se marchó de allí. También es dudoso pero aun así es importante de añadir que algunas obras de María de Zayas fueron traducidas a otros idiomas europeos, lo que daría aun más prestigio a nuestra escritora.
Por su parte, María José Martínez indica la posibilidad de que María de Zayas y Madame de Sévigné se hubiesen conocido porque 

Las novelas de Zayas fueron traducidas y escandalosamente copiadas por el poeta Scarron, primer marido de Madame de Maintenon, futura esposa morganática de Luis XIV, quien mantenía una excelente amistad con la marquesa.

Pero esta opinión no es muy plausible: Paul Scarron plagió a casi todos los autores relevantes del barroco español.
Los restantes datos son aún más dudosos y se fundan en las presuntas alusiones autobiográficas de los textos publicados por la autora, con particular predilección por su feminismo, que es completamente real y cierto. Un feminismo premoderno, como solo era posible entonces. Unos deducen que lo impulsa un mero desengaño personal y se trata de simple antimachismo, y otros, más centrados en la genealogía del feminismo, señalan su denuncia de la opresión que sufren las mujeres y del trato que reciben por parte de los hombres.
Como lo último que se conoce de la autora es que tiene en duda la fecha de su muerte, pero con la fecha que se ha dado es la del 17 de enero de 1653. Esta fecha se data debido a que en una carta que se encontró años después se dice en esta que falleció aquel día.

### Polémica sobre su existencia
En 2019 se publicó un estudio firmado por Rosa Navarro Durán donde afirma que la autora es solo un heterónimo de Alonso Castillo Solórzano. Esta  hipótesis, sin embargo, ha sido rechazada por otros investigadores, como José Manuel Fradejas, a través de un análisis estilométrico concluyente de la obra de la autora en comparación con textos de Castillo Solórzano.

## Obras

### Novelas
La primera parte de sus Novelas amorosas y ejemplares o Decamerón español (Zaragoza, 1637) está formada por diez novelas cortesanas en que analiza los estratos sociales superiores de su época, con visible influencia de Miguel de Cervantes.
Del Decamerón de Giovanni Boccaccio toma la fórmula del marco narrativo: la reunión por culpa de una enfermedad (en vez de la peste, unas cuartanas de Lisis) de unos personajes que, a lo largo de cinco noches narran en cada una de ellas dos novelas de gran crudeza. 
Frente a otros novelistas contemporáneos, no pretende exhibir su ingenio cortesano complicando el estilo con expansiones y ornamentos culteranos, ni se hace pasar por moralista sermoneando a la manera de Mateo Alemán: le interesan más la amenidad narrativa y la descripción psicológica de los personajes y de los ambientes en que se mueven. Además, hay un fuerte componente de denuncia social: su revelación de injusticias indignantes reflejan una fuerte independencia y un recio orgullo femenino, sin ahorrar crudeza en las escenas escabrosas. Además refleja como nadie los efectos demoledores y opresivos de la pasión.
La segunda serie lleva el título de Novelas y saraos (Barcelona, 1647) y Parte segunda del Sarao y entretenimientos honestos (1649), reeditados bajo el título de Desengaños amorosos. Solo se diferencia de la primera en que aumenta la truculencia y escabrosidad de los argumentos, habiendo sido por ello considerada la pionera de la literatura de terror española.
No son testimonios suficientes para hacerse una idea de a qué grado habría podido llegar su teatro ni sobre todo su poesía, pues temas tan baladíes como los de circunstancias vedan la conjetura. El valor esencial de Zayas se centra en la fuerza de sus creaciones narrativas y su flexible prosa, absolutamente libre de los usuales elementos morales que lastran a los demás novelistas de su época, con el solo precedente de Miguel de Cervantes, de forma que se le puede llamar con justicia la segunda mejor narradora "pura" de su época en frescura y novedad, y como el gran alcalaíno no tendrá tampoco epígonos. De su época extrae el gusto morboso por la violencia, la crueldad, la magia y los encantamientos, pero se separa de ella en la interpretación moral que hace de los hechos y que en ella no es tanto moraleja como el escarmiento derivado de los hechos mismos. Este distanciamiento, y sus virtudes de escritora, constituyen lo sustancial de su eficacia literaria.
Se aproxima a veces a la narrativa picaresca con una crudeza que no desmerece del Buscón de Quevedo; tampoco queda atrás cuando cultiva el género de la novela bizantina cervantesca en La fuerza del amor o El prevenido engañado. Pero quizás lo que más sorprende en ella es la insólita desenvoltura con que se comportan los personajes femeninos en el aspecto sexual y amatorio: desde la que persigue a un hombre que ve por el balcón hasta la que guarda un amante negro en el establo hasta devorarlo sexualmente «antes de infinitos adulterios». No en vano, en el siglo XVIII la Inquisición prohibió reimprimir sus novelas.
Aunque hay mujeres que terminan mal por la liberalidad con que se entregan, no son todas. Es también notable cuán poco contemplan su decoro personal o familiar cuando siguen sus impulsos, que es casi siempre: sus personajes son absolutamente pasionales. Al hilo de diálogos sobre los distintos narradores en torno a la discreta Lisis, María de Zayas critica (con la misma libertad que muestran sus personajes) todas las ideas de la época sobre la honra y la virtud que, en su opinión, tanto perjudicaban a las mujeres. Así, en una frase que recuerda las de sor Juana Inés de la Cruz, dice Lisis a un galán que proclamaba su deseo de encontrar mujer tonta y honrada:

«Y ¿cómo sabrá ser honrada la que no sabe en qué consiste el serlo?»

De la burla picaresca abonada al tremendismo en la primera serie novelesca pasa en la segunda al motivo barroco por excelencia: el desengaño, que expresa a veces la injusta burla de las mujeres por los hombres y otras refleja una frustración casi metafísica por la imposibilidad de que los sexos puedan vivir lealmente y en armonía: tan distintas son las fuerzas que los gobiernan. En La esclava de su amante, La inocencia castigada, El verdugo de su esposa o Mal presagio casar lejos existe una pura fatalidad, un hado siniestro que domina las vicisitudes amorosas. De la carcajada en El castigo de la miseria se pasa a la honda melancolía y pesar de Estragos que causa el vicio, última narración y despedida aparente de la autora. No hay dignidad en el amor:

¿Qué más desengaño aguardáis que el desdoro de vuestra fama en manos de los hombres? (...) ¿Es posible que con tantas cosas como habéis visto y oído no reconozcáis que en los hombres no dura más la voluntad que mientras dura el apetito, y en acabándose, se acabó?

Lisis entra en un convento al final de las novelas y por ello muchos de sus críticos y editores han supuesto que ese fue el destino último de doña María de Zayas. Azorín se la imaginaba en una buhardilla madrileña, mirando los tejados lluviosos y los gatos vagabundos.
El estilo de María de Zayas rehúye los excesos retóricos propios del culteranismo, tal como declara en la última novela de Desengaños amorosos: 

Yo, como no traigo propósito de canonizarme por bien entendida sino por buena desengañadora, es lo cierto que ni en lo hablado ni en lo que hablaré he buscado razones retóricas ni cultas porque, demás de ser un lenguaje que con extremo aborrezco, querría que me entendiesen todos: el culto y el lego [...] Y así he procurado hablar en el idioma que mi natural me enseña y deprendí de mis padres, que, lo demás, es una sofistería en que han dado los escritores por diferenciarse de los demás y dicen a veces cosas que ellos mismos no las entienden. ¿Cómo las entenderán los demás sino en diciendo (como algunas veces me ha sucedido a mí) que, cansado el sentido por saber qué quiere decir, y no sacando fruto de mi fatiga, digo: "Muy bueno debe de ser, pues que yo no lo entiendo".

### Teatro y poesía
Compuso además una comedia, La traición en la amistad, y se conservan algunas poesías suyas en diversas antologías (Botello, Montalbán, Cuevas, Del Castillo) así como en la Fama Póstuma donde Juan Pérez de Montalban recogió elogios del mundo de la cultura al recién fallecido fénix Lope de Vega. La comedia La traición en la amistad existe hoy en diferentes versiones modernas: la edición de Manuel Serrano y Sanz; la edición de Alessandra Melloni; la edición de Felicidad González Santamera y Fernando Doménech; la edición de Teresa Scott Soufas; la edición de Valerie Hegstrom.

## Zayas vista por otros autores
Lope de Vega
Lope de Vega la elogia en la silva VIII de su El laurel de Apolo, a lo que ella correspondió homenajeándolo en un soneto.
Alonso Castillo Solórzano
«Sibila de Madrid» la llama en La Garduña de Sevilla Alonso de Castillo Solórzano:

En estos tiempos luce y campea con felices lauros el ingenio de doña María de Zayas y Sotomayor, que con justo título ha merecido el nombre de Sibila de Madrid, adquirido por sus admirables versos, por su felice ingenio y gran prudencia, habiendo sacado de la estampa un libro de 10 novelas que son 10 asombros para los que escriben deste género, pues la meditada prosa, el artificio dellas y los versos que interpola, es todo tan admirable, que acobarda las más valientes plumas de nuestra España

Francesc Fontanella
Francesc Fontanella, poeta barroco catalán, leyó un Vexamen o sátira literaria en verso en la Academia de Santo Tomás de Aquino de Barcelona. Siguiendo la costumbre, el poeta debía crear un mundo fantástico que facilitara las pullas contra socios e invitados. En esta ocasión, los ridiculizados fueron los poetas contemporáneos de Fontanella, María de Zayas entre ellos. Kenneth Brown asegura que el poeta

tenía mucha confianza con María de Zayas para ofenderla tan impunemente. Si lo contrario fuera verdad, tales conceptos serían de demasiado mal gusto.

En Desengaños, además de tratar la belleza conforme a los cánones del preciosismo, María de Zayas hará decir a una de las narradoras, Lisis:

Pues no hay duda que si no se dieran tanto a la compostura, afeminándose más que naturaleza las afeminó, y como en lugar de aplicarse a jugar las armas y a estudiar las ciencias, estudian en criar el cabello y matizar el rostro, ya pudiera ser que pasaran en todo a los hombres.
 Desengaño quinto: Tarde llega el desengaño

Emilia Pardo Bazán
Durante largo tiempo oscurecida por la crítica, Emilia Pardo Bazán reivindicó su obra definiéndola como la picaresca de la alta sociedad del Siglo de Oro y resaltó algunos pasajes en que apercibió su feminismo:

En la era que corre estamos con tan adversa opinión con los hombres, que ni con el sufrimiento los vencemos ni con la conciencia los obligamos. (...) ¿Por qué, vanos legisladores del mundo, atáis nuestras manos para la venganza, imposibilitando nuestras fuerzas con vuestras falsas opiniones, pues nos negáis letras y armas? ¿Nuestra alma no es la misma que la de los hombres? (...) Por tenernos sujetas desde que nacimos, vais enflaqueciendo nuestras fuerzas con temores de la honra, y el entendimiento con el recato de la vergüenza, dándonos por espadas ruecas, y por libros almohadillas.

Para María de Zayas, "las almas no son hombres ni mujeres". Era muy aficionada a la lectura, como dice en el prólogo "Al que leyere" de Novelas amorosas y ejemplares:

¿Qué razón hay para que no tengamos promptitud para los libros? Y más si todas tienen mi inclinación, que en viendo cualquiera nuevo o antiguo dexo la almohadilla y no sosiego hasta que le paso.

## La lectura feminista de la obra de María de Zayas
El feminismo premoderno es, en la genealogía del feminismo, un primer bloque histórico en el aparecen las “primeras polémicas feministas” y se articulan, tanto en la teoría como en la práctica, un conjunto coherente de reivindicaciones para cuyo logro se organizan las mujeres. Ya en 1922 Lena E. V. Sylvania escribía todo un capítulo sobre feminismo en su estudio de María de Zayas. En 1976 Frederick A. de Armas, incluyó a María de Zayas entre las escritoras feministas que utilizaron el mito de la mujer invisible.
Andrea Blanqué, citando a Sandra Foa, sitúa la obra de María de Zayas en la polémica “misoginia-feminismo premoderno". Las denuncias que hacen las protagonistas de sus novelas tienen una finalidad de cambio social para lo que no es suficiente entretener. Zayas insiste en que son verdades lo que se relata, en la segunda parte de su obra que llama "Desengaños". Son verdades para el desengaño.
En el mismo sentido, María José Martínez Girón, que considera que María de Zayas es una feminista apasionada, afirma que pretende llamar la atención sobre las limitaciones que la sociedad de su tiempo imponía a las mujeres.

Por eso desea convencer de que sus historias son efectivamente verídicas, ya que de lo contrario perderían la condición de aviso y enseñanza que pretende darles.

Rosa Navarro Durán analiza en la obra de María Zayas, las descripciones de la belleza y hermosura femenina en relación con cómo se ha atribuido a esta belleza la causa de todos los males sociales. No obstante, Zayas se esfuerza por un lado en advertir a las mujeres que son víctimas de los engaños de los hombres y por otro, a través de otra de las narradoras de sus novelas, Zayas afirma respecto a los afeites de las mujeres que:

"No hay duda que, si no se dieran tanto a la compostura afeminándose más que naturaleza las afeminó, y como en lugar de aplicarse a jugar las armas y a estudiar las ciencias estudian en criar el cabello y matizar el rostro, ya pudiera ser que pasaran en todo a los hombres"

En opinión de Rosa Navarro Durán, la hermosa Filis, narradora del "Desengaño cuarto", encarna la voz apasionada de María de Zayas cuando dice:

De manera que no voy fuera de camino en que los hombres de temor y envidia las privan de las letras y las armas, como hacen los moros a los cristianos que han de servir donde hay mujeres, que los hacen eunucos por estar seguros de ellos. ¡Ah, damas hermosas, qué os pudiera  decir, si supiera que como soy oída no había de ser murmurada! ¡Ea, dejemos las galas, rosas y rizos, y volvamos por nosotras: unas, con el entendimiento, y otras, con las armas!

Rosangela Schardong, citando a De Lara, afirma que Zayas es la primera feminista teorizante que conscientemente comenta la situación del sexo femenino en España.
Sin embargo, autores como Salvador Montesa advierten contradicciones en el feminismo de María de Zayas, pues defiende la igualdad entre los sexos, pero no a las mujeres y hombres oprimidos por la clase social a la que pertenecen. Melloni hace otra crítica al feminismo de Zayas por considerar que divide a las mujeres en dos estereotipos: buena y mala. Montesinos, además, está en la línea de quienes afirman que “todo es inventado”, que la pretendida verdad es un tópico más propio del género literario que mezcla lo mágico y lo sobrenatural presentándolo como real.
Ambas críticas son contestadas por Andrea Blanqué indicando los sesgos derivados del cronocentrismo y aplicando la hermenéutica de la sospecha en ese interés “demasiado agudo” por negar la veracidad de los relatos. Insiste Blanqué en que esas verdades las cuenta María de Zayas para mostrar el engaño de la versión oficial de los hechos, que culpa de todos los males a la mujer.
Por su parte, Oliva Blanco Corujo resalta en la obra de María de Zayas los aspectos en los que se adelanta a la defensa de las mujeres planteada por Benito Jerónimo Feijoo en su Discurso en defensa de las mujeres. La autora del Decamerón español denunció la injusticia de que a las mujeres no se les dieran estudios:

...Porque las almas no son hombres ni mujeres. ¿Qué razón hay para que ellos sean sabios y nosotras no podamos serlo?

Según Nieves Baranda, Zayas era "plenamente consciente de su condición de mujer y escritora, obtuvo el reconocimiento de los círculos literarios de su tiempo y animó a las mujeres a reclamar el derecho a la cultura. Las protagonistas de sus novelas (cultas, valerosas, activas, inteligentes) cuestionan  todos los estereotipos negativos habituales en la literatura de la época". Con Ana Caro de Mallén son los mejores ejemplos de escritoras profesionales en el Siglo de Oro. Por querer publicar escoge el género mejor para ello, el de la novela. Era muy popular entre las mujeres, asiduas lectoras y en dichas novelas les propone una visión del mundo que les haga reflexionar y tomar conciencia. Las múltiples voces que aparecen se prestan a que la autora haga su propia reflexión oculta tras una de ellas. Así sus mujeres son valientes, capaces e inteligentes
Anna Caballé en su obra sobre "El feminismo en España. La lenta conquista de un derecho" señala que el prólogo de la primera colección de novelas cortas publicada en 1637 podría considerarse el primer manifiesto feminista en España por ser "claramente" un texto reivindicativo del derecho de la mujer al conocimiento. Compara su obra con las pioneras del feminismo universal y considera que "la diferencia radical entre estas autoras y Zayas estriba en la falta de cohesión, en la inmadurez que todavía presentan las ideas de la escritora madrileña".

## María de Zayas en la televisión
La obra de María de Zayas ha sido adaptada cuatro veces a la televisión. Dos novelas de la parte segunda del Sarao fueron reescritas para la serie Cuentos y leyendas: Tarde llega el desengaño (José Antonio Páramo, 1969) y La inocente castigada (Alfonso Ungría, 1975). En cuanto a las Novelas amorosas y ejemplares, en 1972, José Antonio Páramo dirigió para Estudio 1, con guion de Carlos Muñiz, una versión de El castigo de la miseria, protagonizada por Juanjo Menéndez y María Luisa Ponte. En 1983, la miniserie El jardín de Venus, de José María Forqué, le dedicó tres episodios a El prevenido engañado, con José Sazatornil en el papel principal. La historia principal se ambientaba en el siglo XIX o principios del XX: unas personas que descansaban en un balneario se reunían cada tarde en un jardín y disfrutaban de una sesión de cuentos, estos sí, ambientados en otras épocas.